# Cesáreo Onzari
Cesáreo Onzari (Buenos Aires, 1 februari 1903 - Buenos Aires, 7 januari 1964) was Argentijnse voetballer. Hij speelde zijn hele carrière voor CA Huracán
Onzari is legendarisch voor een doelpunt gemaakt op 2 oktober 1924 in een vriendschappelijke interland tussen Argentinië en Uruguay na vijftien minuten spelen vanuit een hoekschop zonder dat een andere speler de bal raakte. Door het feit dat Uruguay de Olympische kampioen was van dat jaar werd dit de Gol Olímpico genoemd. 

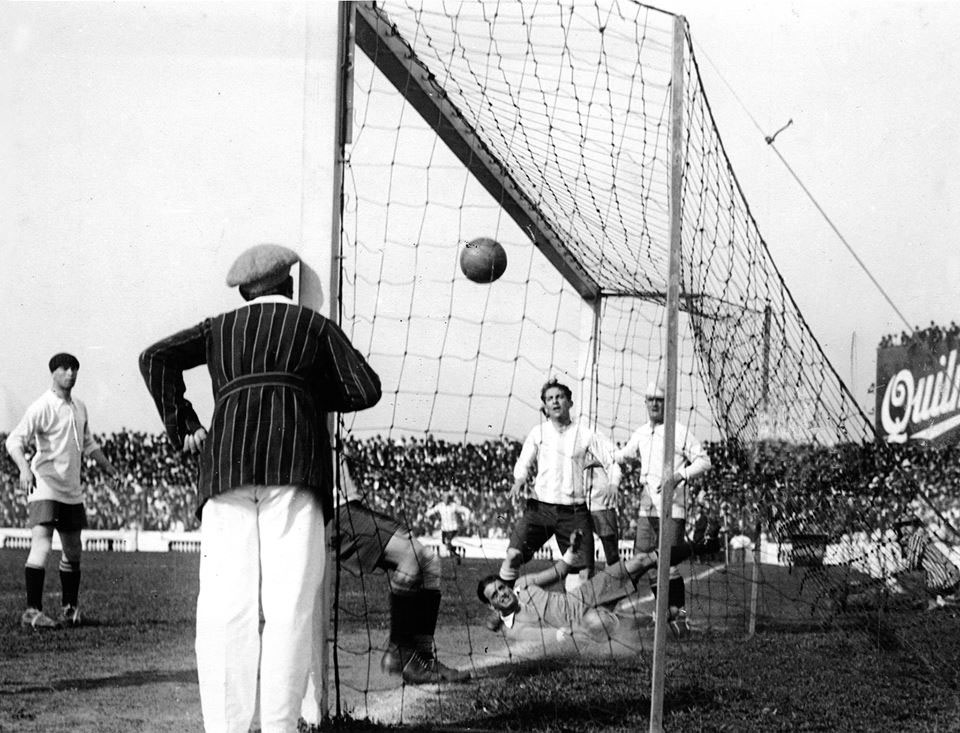
Onzari's Olympische goal tegen Uruguay in 1924.